# Ніколай Ларсен
Ніколай Ларсен (дан. Nicolai Larsen, нар. 9 березня 1991) — данський футболіст, воротар клубу «Сількеборг».
Чемпіон Данії. 

## Ігрова кар'єра
Народився 9 березня 1991 року. Вихованець юнацьких команд футбольних клубів «Герлев» та «Люнгбю».
У дорослому футболі дебютував 2010 року виступами за команду клубу «Ольборг».

## Виступи за збірні
З 2007 року залучався до юнацьких збірних Данії різних вікових категорій.
Протягом 2011–2012 років провів чотири матчі за молодіжну збірну Данії.

## Титули і досягнення
- Чемпіон Данії (1):

«Ольборг»: 2013–14
- Володар Кубка Данії (2):

«Ольборг»: 2013–14
«Сількеборг»: 2023–24